# Élections législatives de 1997 dans la Sarthe
Les élections législatives françaises de 1997 se déroulent le 25 mai et le 1er juin 1997. Dans le département de la Sarthe, cinq députés sont à élire dans le cadre de cinq circonscriptions.

## Élus
| Circonscription | Député sortant                               | Parti | Parti    | Député élu ou réélu | Parti | Parti    |
| --------------- | -------------------------------------------- | ----- | -------- | ------------------- | ----- | -------- |
| 1re             | Pierre Hellier                               |       | UDF (PR) | Pierre Hellier      |       | UDF (PR) |
| 2e              | Jean-Marie Geveaux                           |       | RPR      | Raymond Douyère     |       | PS       |
| 3e              | Antoine Joly                                 |       | RPR      | Guy-Michel Chauveau |       | PS       |
| 4e              | Pierre Lefebvre suppléant de François Fillon |       | RPR      | François Fillon     |       | RPR      |
| 5e              | Pierre Gascher                               |       | RPR      | Jean-Claude Boulard |       | PS       |

## Résultats

### Résultats à l'échelle du département
| Parti          | Parti                              | Premier tour | Premier tour | Second tour | Second tour | Sièges |
| Parti          | Parti                              | Voix         | %            | Voix        | %           | Sièges |
| -------------- | ---------------------------------- | ------------ | ------------ | ----------- | ----------- | ------ |
|                | Parti socialiste                   | 71 170       | 29,33        | 131 800     | 51,78       | 3      |
|                | Parti communiste français          | 18 350       | 7,56         |             |             | 0      |
|                | Les Verts                          | 11 345       | 4,68         | 0           |             |        |
|                | Divers gauche                      | 2 628        | 1,08         | 0           |             |        |
|                | Gauche plurielle                   | 103 493      | 42,66        | 131 800     | 51,78       | 3      |
|                |                                    |              |              |             |             |        |
|                | Rassemblement pour la République   | 67 708       | 27,91        | 97 922      | 38,47       | 1      |
|                | Union pour la démocratie française | 17 015       | 7,01         | 24 814      | 9,75        | 1      |
|                | La Droite indépendante             | 8 030        | 3,31         |             |             | 0      |
|                | Divers droite                      | 3 278        | 1,35         | 0           |             |        |
|                | Mouvement des réformateurs         | 643          | 0,27         | 0           |             |        |
|                | Droite parlementaire               | 96 674       | 39,85        | 122 736     | 48,22       | 2      |
|                |                                    |              |              |             |             |        |
|                | Front national                     | 25 035       | 10,32        |             |             | 0      |
|                | Extrême gauche dont LO et SÉGA     | 12 508       | 5,16         | 0           |             |        |
|                | Divers écologiste dont MÉI et GÉ   | 4 785        | 1,97         | 0           |             |        |
|                | Divers (Parti de la loi naturelle) | 126          | 0,05         | 0           |             |        |
|                |                                    |              |              |             |             |        |
| Inscrits       | Inscrits                           | 373 786      | 100,00       | 373 704     | 100,00      | 5      |
| Abstentions    | Abstentions                        | 115 706      | 30,96        | 104 377     | 27,93       |        |
| Votants        | Votants                            | 258 080      | 69,04        | 269 327     | 72,07       |        |
| Blancs et nuls | Blancs et nuls                     | 15 459       | 5,99         | 14 791      | 5,49        |        |
| Exprimés       | Exprimés                           | 242 621      | 94,01        | 254 536     | 94,51       |        |

### Résultats par circonscription

#### Première circonscription (Le Mans - Fresnay-sur-Sarthe)
| Candidat       | Candidat                     | Parti          | Premier tour | Premier tour | Second tour | Second tour |  |
| Candidat       | Candidat                     | Parti          | Voix         | %            | Voix        | %           |  |
| -------------- | ---------------------------- | -------------- | ------------ | ------------ | ----------- | ----------- |  |
|                | Pierre Hellier sortant réélu | UDF (PR)       | 17 015       | 40,26        | 24 814      | 56,1        |  |
|                | Marietta Karamanli           | PS             | 9 554        | 22,61        | 19 414      | 43,9        |  |
|                | Gérard Bondoux               | FN             | 4 423        | 10,47        |             |             |  |
|                | Martin Combe                 | PCF            | 2 529        | 5,98         |             |             |  |
|                | Dominique Amiard             | Divers gauche  | 1 967        | 4,65         |             |             |  |
|                | Gérard Hamelin               | LDI (CNIP)     | 1 424        | 3,37         |             |             |  |
|                | Samuel Gonthier              | Les Verts      | 1 372        | 3,25         |             |             |  |
|                | Patrice Perdereau            | SÉGA           | 1 314        | 3,11         |             |             |  |
|                | Lucien Degorge               | LO             | 1 153        | 2,73         |             |             |  |
|                | Yves Durkheim                | GÉ             | 977          | 2,31         |             |             |  |
|                | Hervé Poislane               | MÉI            | 408          | 0,97         |             |             |  |
|                | Jacques Guérin               | PLN            | 126          | 0,3          |             |             |  |
|                |                              |                |              |              |             |             |  |
| Inscrits       | Inscrits                     | Inscrits       | 66 050       | 100,00       | 66 032      | 100,00      |  |
| Abstentions    | Abstentions                  | Abstentions    | 21 144       | 32,01        | 19 239      | 29,14       |  |
| Votants        | Votants                      | Votants        | 44 906       | 67,99        | 46 793      | 70,86       |  |
| Blancs et nuls | Blancs et nuls               | Blancs et nuls | 2 644        | 5,89         | 2 565       | 5,48        |  |
| Exprimés       | Exprimés                     | Exprimés       | 42 262       | 94,11        | 44 228      | 94,52       |  |

#### Deuxième circonscription (Le Mans-Est)
| Candidat       | Candidat                   | Parti          | Premier tour | Premier tour | Second tour | Second tour |  |
| Candidat       | Candidat                   | Parti          | Voix         | %            | Voix        | %           |  |
| -------------- | -------------------------- | -------------- | ------------ | ------------ | ----------- | ----------- |  |
|                | Raymond Douyère élu        | PS             | 14 873       | 29,8         | 30 638      | 58,47       |  |
|                | Jean-Marie Geveaux sortant | RPR            | 14 090       | 28,23        | 21 761      | 41,53       |  |
|                | Charles Met                | FN             | 5 799        | 11,62        |             |             |  |
|                | Christian Martin           | PCF            | 4 994        | 10           |             |             |  |
|                | Philippe Goude             | SÉGA           | 3 167        | 6,34         |             |             |  |
|                | Yves Chéere                | LO             | 1 777        | 3,56         |             |             |  |
|                | Lionel Renusson            | Les Verts      | 1 535        | 3,08         |             |             |  |
|                | Jean-Claude Jouanneau      | LDI (MPF)      | 1 258        | 2,52         |             |             |  |
|                | Françoise Zeitoun          | GÉ             | 1 045        | 2,09         |             |             |  |
|                | Auguste Huberdeau          | MÉI            | 717          | 1,44         |             |             |  |
|                | Philippe Turpin            | US4J           | 661          | 1,32         |             |             |  |
|                |                            |                |              |              |             |             |  |
| Inscrits       | Inscrits                   | Inscrits       | 79 138       | 100,00       | 79 127      | 100,00      |  |
| Abstentions    | Abstentions                | Abstentions    | 26 296       | 33,23        | 23 549      | 29,76       |  |
| Votants        | Votants                    | Votants        | 52 842       | 66,77        | 55 578      | 70,24       |  |
| Blancs et nuls | Blancs et nuls             | Blancs et nuls | 2 926        | 5,54         | 3 179       | 5,72        |  |
| Exprimés       | Exprimés                   | Exprimés       | 49 916       | 94,46        | 52 399      | 94,28       |  |

#### Troisième circonscription (La Flèche)
| Candidat       | Candidat                | Parti          | Premier tour | Premier tour | Second tour | Second tour |  |
| Candidat       | Candidat                | Parti          | Voix         | %            | Voix        | %           |  |
| -------------- | ----------------------- | -------------- | ------------ | ------------ | ----------- | ----------- |  |
|                | Guy-Michel Chauveau élu | PS             | 18 612       | 36,72        | 29 884      | 55,35       |  |
|                | Antoine Joly sortant    | RPR            | 16 906       | 33,35        | 24 105      | 44,65       |  |
|                | Jean-Claude Barlement   | FN             | 5 558        | 10,97        |             |             |  |
|                | Janine Pain             | PCF            | 3 799        | 7,49         |             |             |  |
|                | Sylvie Granger          | Les Verts      | 3 765        | 7,43         |             |             |  |
|                | Hélène de Carbonnières  | LDI (MPF)      | 1 979        | 3,9          |             |             |  |
|                | Guy Cailleau            | Divers droite  | 69           | 0,14         |             |             |  |
|                |                         |                |              |              |             |             |  |
| Inscrits       | Inscrits                | Inscrits       | 77 291       | 100,00       | 77 268      | 100,00      |  |
| Abstentions    | Abstentions             | Abstentions    | 22 855       | 29,57        | 19 824      | 25,66       |  |
| Votants        | Votants                 | Votants        | 54 436       | 70,43        | 57 444      | 74,34       |  |
| Blancs et nuls | Blancs et nuls          | Blancs et nuls | 3 748        | 6,89         | 3 455       | 6,01        |  |
| Exprimés       | Exprimés                | Exprimés       | 50 688       | 93,11        | 53 989      | 93,99       |  |

#### Quatrième circonscription (Sablé-sur-Sarthe)
| Candidat       | Candidat                      | Parti          | Premier tour | Premier tour | Second tour | Second tour |  |
| Candidat       | Candidat                      | Parti          | Voix         | %            | Voix        | %           |  |
| -------------- | ----------------------------- | -------------- | ------------ | ------------ | ----------- | ----------- |  |
|                | François Fillon sortant réélu | RPR            | 20 352       | 43,35        | 25 148      | 52,73       |  |
|                | Gérard Saudubray              | PS             | 10 529       | 22,42        | 22 540      | 47,27       |  |
|                | Yvon Luby                     | PCF            | 4 172        | 8,89         |             |             |  |
|                | Hubert Bigeard                | FN             | 4 023        | 8,57         |             |             |  |
|                | Loïc Trideau                  | Les Verts      | 2 197        | 4,68         |             |             |  |
|                | François Edom                 | SÉGA           | 1 889        | 4,02         |             |             |  |
|                | Christian de Montesson        | LDI (MPF)      | 1 539        | 3,28         |             |             |  |
|                | Hervé Morvan                  | LO             | 1 514        | 3,22         |             |             |  |
|                | Gérard Mauborgne              | MÉI            | 738          | 1,57         |             |             |  |
|                |                               |                |              |              |             |             |  |
| Inscrits       | Inscrits                      | Inscrits       | 70 210       | 100,00       | 70 192      | 100,00      |  |
| Abstentions    | Abstentions                   | Abstentions    | 20 512       | 29,22        | 20 146      | 28,7        |  |
| Votants        | Votants                       | Votants        | 49 698       | 70,78        | 50 046      | 71,3        |  |
| Blancs et nuls | Blancs et nuls                | Blancs et nuls | 2 745        | 5,52         | 2 358       | 4,71        |  |
| Exprimés       | Exprimés                      | Exprimés       | 46 953       | 94,48        | 47 688      | 95,29       |  |

#### Cinquième circonscription (Le Mans-Mamers)
| Candidat       | Candidat                | Parti          | Premier tour | Premier tour | Second tour | Second tour |  |
| Candidat       | Candidat                | Parti          | Voix         | %            | Voix        | %           |  |
| -------------- | ----------------------- | -------------- | ------------ | ------------ | ----------- | ----------- |  |
|                | Jean-Claude Boulard élu | PS             | 17 602       | 33,34        | 29 324      | 52,15       |  |
|                | Dominique Le Mèner      | RPR            | 16 360       | 30,98        | 26 908      | 47,85       |  |
|                | Marcel de Cossé-Brissac | FN             | 5 232        | 9,91         |             |             |  |
|                | Jocelyne Totée          | PCF            | 2 856        | 5,41         |             |             |  |
|                | Guy Lardeyret           | Divers droite  | 2 688        | 5,09         |             |             |  |
|                | Renée Gouhier           | Les Verts      | 2 476        | 4,69         |             |             |  |
|                | Cécile Bayle de Jessé   | LDI (MPF)      | 1 830        | 3,47         |             |             |  |
|                | Alain Aubry             | LO             | 1 694        | 3,21         |             |             |  |
|                | Jean-Noël Roghe         | MÉI            | 900          | 1,7          |             |             |  |
|                | Bruno Lagadec           | MDR            | 643          | 1,22         |             |             |  |
|                | René Darlot             | Divers droite  | 521          | 0,99         |             |             |  |
|                |                         |                |              |              |             |             |  |
| Inscrits       | Inscrits                | Inscrits       | 81 097       | 100,00       | 81 085      | 100,00      |  |
| Abstentions    | Abstentions             | Abstentions    | 24 899       | 30,7         | 21 619      | 26,66       |  |
| Votants        | Votants                 | Votants        | 56 198       | 69,3         | 59 466      | 73,34       |  |
| Blancs et nuls | Blancs et nuls          | Blancs et nuls | 3 396        | 6,04         | 3 234       | 5,44        |  |
| Exprimés       | Exprimés                | Exprimés       | 52 802       | 93,96        | 56 232      | 94,56       |  |